# Fansubs.cat
Fansubs.cat és una plataforma de streaming dedicada a la distribució d'anime amb subtítols en llengua catalana, creada per un grup d'aficionats el 2020. La plataforma ofereix pel·lícules i sèries d'animació japonesa amb subtítols creats de manera altruista per grups de fansubs catalans, i també manga traduït al català.
La plataforma va néixer com a resposta a la manca de contingut d'anime oficial subtitulat en català a les plataformes de streaming comercials com Netflix.